# Chageドキュメント2009 〜日々即是空〜
『Chageドキュメント2009 〜日々即是空〜』（チャゲ・ドキュメント・2009 ひびそくぜそら）は、Chageのドキュメンタリー・ビデオ。2010年3月18日にDVDで発売され、2012年5月23日にBDで発売された。

## 概要
本作は2009年にイベント『唄う門には"Chage"来たる！ 「茶会」Special Live 10days at Sogetsu Hall』、コンサートツアー『Chageの細道2009』を敢行したChageの活動に密着したドキュメンタリー作品。
ライブシーンの他に、Chageが写真やギター、茶会などのキーワードに対する想いをインタビュー形式で語る様子や『細道』メンバーとともに旅を振り返るラジオでの収録の様子など様々なシーンも収められている。

## 収録曲
1. 遠い街から
作詞：Chage　作曲：村上啓介
2. Many Happy Returns
作詞：青木せい子・澤地隆　作曲：Chage
3. 夢のほとり
作詞：Chage　作曲：吉川忠英
4. 飾りじゃないのよ涙は
作詞・作曲：井上陽水
5. 東京ブギウギ
作詞：鈴木勝　作曲：服部良一
6. Hello Goodby
作詞：松井五郎　作曲：Chage
7. NとLの野球帽
作詞・作曲：Chage
8. ふたりの愛ランド 2009
作詞：Chage・松井五郎　作曲：Chage
9. waltz
作詞・作曲：Chage
10. 夢を見ましょうか
作詞・作曲：Chage